# Бахтемир
Бахтемир  (рос. Бахтемир) — село у Ікрянинському районі Астраханської області Російської Федерації.
Населення становить 2615 осіб (2013). Входить до складу муніципального утворення Бахтемирська сільрада.

## Історія
Населений пункт розташований на території українського етнічного та культурного краю Жовтий Клин. Від 1925 року належить до Ікрянинського району.
Згідно із законом від 6 серпня 2004 року органом місцевого самоврядування є Бахтемирська сільрада.

## Населення
| 2002 | 2010  | 2013  |
| ---- | ----- | ----- |
| 2509 | ↗2532 | ↗2615 |